# 劉漢 (1900年)
劉漢（1900年11月9日—1973年6月21日），字倬雲，男，山西省寧遠直隸廳（綏遠省涼城縣）人，中华民国政治人物。民國37年（1948年）在綏遠省選區當選第一屆立法委員。

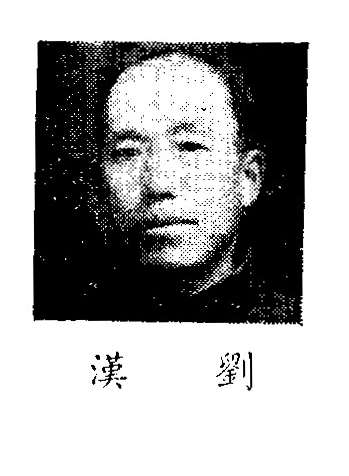
出席制憲國民大會代表時

## 生平
- 國立北平師範大學國文系畢業
- 廬山暑期訓練團教育組受訓
- 陽明山革命實踐研究院研究
- 綏遠省立歸綏師範學校校長
- 中國國民黨綏遠省黨部執行委員、監察委員會常務監察
- 綏遠省訓練委員會委員兼秘書並兼省訓練團教務處長
- 制憲國民大會代表
- 綏遠省教育會理事長
- 民國62年6月21日病故[5]